# Georg von Békésy
Georg von Békésy (Békésy György en hongrois) (3 juin 1899, Budapest – 13 juin 1972, Honolulu), est un biophysicien hongrois naturalisé américain après s'être réfugié aux États-Unis. En 1961, il reçoit le prix Nobel de médecine pour ses travaux sur la cochlée.

## Biographie
Békésy a pour parents Sándor Békésy (1860–1923), économiste et diplomate né à kolozsvár, en Transylvanie, et de Paula Mazaly (1877–1974).

## Travaux
Georg Békésy joua un grand rôle dans la compréhension des mécanismes de l'audition en se servant de modèles pour analyser la perception des fréquences déterminant la hauteur d'un son.
D'après ce modèle, la vibration sonore se propage le long de la membrane basilaire sous forme d'ondes longitudinales. Ces ondes possèdent des pics à divers endroits. La vibration ne concerne donc pas seulement une portion de capteurs situés sur la membrane basilaire.
Cette théorie eut donc pour effet de démontrer que, contrairement à ce que pensait Helmholtz, le mécanisme de perception des hauteurs met en jeu non pas certaines plages de la membrane, qui joueraient le rôle de résonateurs, mais la vibration d'une portion de membrane, qui possède certaines crêtes caractéristiques.
Ses deux ouvrages de référence sont Experiments in Hearing (1960) et Sensory Inhibition (1967).